# Самуйленко, Анатолий Яковлевич
Анатолий Яковлевич Самуйленко (6 ноября 1948, Тульская обл. — 28 января 2020) — российский учёный в области ветеринарной вирусологии и промышленной биотехнологии. Действительный член РАН (2013; акад. РАСХН 2003), доктор ветеринарных наук (1984), профессор (1992). Директор Всероссийского научно-исследовательского и технологического института биологической промышленности (ВНИТИБП) в 1987—2018 годах. Является разработчиком технологии производства противоящурных вакцин.
Лауреат Государственной премии Российской Федерации в области науки и техники (2001), а также Правительственной премии РФ в области науки и техники (2013).

## Биография
Родился в п. Шахта 19 ныне Киреевского р-на Тульской обл.
Окончил Московскую ветеринарную академию (1974).
С 1974 г. врач-микробиолог, с 1975 г. начальник цеха, с 1979 г. начальник противоящурного производства, с 1980 года технолог, в 1985—1987 гг. заместитель директора по производству Щёлковского биокомбината. В 1987—2018 — директор Всероссийского н.-и. и технологического института биологической промышленности.
В 1979 году защитил кандидатскую, а в 1984 году — докторскую диссертации.
Научный консультант 12 докторских и научный руководитель 25 кандидатских диссертаций.
Входил в состав научно-технического совета ООО «НПО „ТВЛ“».
Был председател попечительского совета международного фонда Академиков.
Член Международной академии информатизации.
Входил в редколлегию журналов «Ветеринария сегодня», «Вестник ветеринарии» (с 2009 года), «Прикладная микробиология».
Академик НААН Украины. Заслуженный деятель науки РФ. В 2015 году отмечен знаком отличия «За заслуги перед Щёлковским районом».
Академик А. Я. Самуйленко продвигал концепцию строительства в России около тысячи заводов по производству биопрепаратов, которые должны быть созданы в каждом районе — чтобы обеспечить своей продукцией отечественное растениеводство и животноводство, а биологизация аграрного сектора будет способствовать получению безопасной и качественной продукции, крайне необходимой для сохранения здоровья нации.
Его 65-летию посвящено издание: Самуйленко, А. Я. Избранные труды / А. Я. Самуйленко. — М., 2013. — 541с.
Опубликовал более 500 научных трудов, из них 12 монографий, 3 учебника и учебных пособий, имел 44 патента и авторских свидетельств. Ряд трудов опубликован за рубежом.
Цитаты
- Наши вакцины становятся менее эффективными не потому, что менее имуногенны, просто эффект от них по сегодняшней жизни меньше и меньше. И разработчики и те, кто применяет вакцины, должны этот фактор учитывать. Мы не можем говорить об ухудшении качества препаратов. Все гораздо проще: человек меняет окружающей среду, и она отвечает тем же. (2014 год)[12]